# Bewusstseinszustand
Als Bewusstseinszustand werden Arten des bewussten Erlebens bezeichnet, die sich durch die Merkmale Wahrnehmung, Selbstbewusstsein, Wachheit, Handlungsfähigkeit und Intentionalität auszeichnen.
Der Begriff „Bewusstseinsform“ wird meist synonym gebraucht. Dagegen impliziert der Begriff „Bewusstseinsebene“ eine Hierarchie oder auch eine Entwicklung der Bewusstseinszustände und wird somit nur innerhalb von bestimmten Theorien und Systemen verwendet.

## Merkmale

### Objektive Merkmale

#### Gehirnwellen
Eine weit verbreitete Methode, um empirische Daten über Gehirnströme zu erhalten, ist die Aufzeichnung von EEG-Signalen. Es ist damit möglich, anhand der Verteilung typischer Schwingungsfrequenzen bestimmte Grundtypen von Bewusstseinszuständen festzustellen. Hauptsächlich benutzt man hierfür Frequenzen zwischen 0,4 und 40 Hz, und zwar bei Bewusstseinszuständen während Aufmerksamkeits- und Ruhephasen.
Der Zustand des Alltagsbewusstseins, der so genannte Beta-Zustand, der sich typischerweise zwischen 13 Hz und 21 Hz befindet, entspricht einem Zustand guter Aufmerksamkeit und Intelligenzleistung, während der Bereich mit einem Schwerpunkt von 21 bis 38 Hz als der Bereich einer „permanenten Alarmbereitschaft“ (Fritz Perls) bezeichnet wird. Der Alpha-Bereich (8–12 Hz) entspricht dem Zustand leichter Entspannung. Der Theta-Zustand (3–8 Hz) steht für Meditation und tiefe Entspannung. Die niedrigste Frequenz findet sich beim Delta-Zustand (0,4–3 Hz), der auf verschiedene Bewusstseinszustände wie Tiefschlaf, Trance oder Tiefenhypnose hinweist. Eine Aussage über den Grad der Wachheit ist mit Hilfe eines einzelnen Frequenzwertes nicht möglich; es müssen vielmehr die Frequenzverteilungskurve und die Unterschiede zwischen verschiedenen Elektrodenpunkten in Betracht gezogen werden.
In den letzten Jahren ist der Gamma-Bereich (zwischen 40 Hz und 80 Hz) durch erweiterte Messverfahren in den Blickpunkt der Forschung gerückt. Da in diesem Bereich die primäre Verarbeitung der Sinneswahrnehmung vermutet wird, erhofft man sich dadurch für die Zukunft auch objektivierbare Aussagen über die Art der Wahrnehmung und die Wahrnehmungsinhalte. Verschiedene Gemütszustände und Emotionen lassen sich für den Wachzustand heute schon unterscheiden.

#### Wachheit und Handlungsfähigkeit
Die Wachheit wird unter dem Begriff Vigilanz medizinisch und psychologisch in verschiedene Stadien eingeteilt. Diese reichen vom bewusstlosen Koma bis zur „höchsten Erregung“. Die Einteilung erfolgt meist durch phänomenologische Kriterien wie Ansprechbarkeit oder Orientierungssinn, kann aber auch durch physiologische Kriterien unterstützt werden. Man unterscheidet zum Beispiel zwischen Sopor, Somnolenz und Benommenheit.

### Subjektive Merkmale
Wahrnehmung aus der Sicht des bewussten Erlebens umfasst alle Eindrücke, die bewusst werden. Darunter fallen die sinnliche Wahrnehmung, Handlungsintentionen, rein mentale Bilder und Gedanken ohne konkrete äußere Reize, Gedächtnisinhalte, Stimmungen, Emotionen, Affekte, Raum- und Zeitempfinden und die so genannte außersinnliche Wahrnehmung. Synästhetiker können die Eindrücke eines Sinnesorgans als Wahrnehmungen eines anderen Sinnesorgans erleben.

## Einzelne Bewusstseinszustände

### Wachzustand
Die wesentlichen Eigenschaften zur Unterscheidung von anderen Bewusstseinszuständen sind Gedanken, die in der Regel sprachlich organisiert sind, und Handlungsfähigkeit. Sprachlich gefasstes Denken ermöglicht und erweitert viele kognitive Fähigkeiten. Dieser Bewusstseinszustand ermöglicht somit ein sehr weit reichendes Planen der Lebensumstände, was als Vorteil im Kampf ums Überleben angesehen wird.
Der wachbewusste Zustand wird in der Regel so weit gefasst, dass auch Krankheitsbilder wie Halluzinationen und Psychosen dazu gerechnet werden. Tagträume sind bildhafte, mit Träumen vergleichbare Phantasievorstellungen und Imaginationen, die im wachen Bewusstseinszustand erlebt werden.

### Hypnagogie
Hypnagogie bezeichnet einen Bewusstseinszustand, der beim Einschlafen oder (zumeist nächtlichen) Erwachen auftreten kann. Eine Person im hypnagogischen Zustand kann visuelle, auditive und taktile Halluzinationen erleben, unter Umständen ohne sich bewegen zu können.

### Schlafzustand
Physiologie und Veränderungen während des Schlafes sind Gegenstand intensiver Forschung. Verschiedene Schlafphasen korrelieren mit typischen Unterschieden im EEG. Schlafphasen sind bei fast allen Säugetieren und Vögeln nachweisbar. Der traumlose Schlaf bleibt für die betroffene Person ohne spätere, mögliche Erinnerung daran. Die Handlungsfähigkeit ist dabei eingeschränkt, jedoch nicht immer vollständig. Schlafwandler sind in Einzelfällen sogar ansprechbar und können antworten.
Der Schlaf des Menschen erfüllt wichtige Funktionen bei der Bereitstellung von kognitiven Fähigkeiten, Gedächtnis und ausgeglichener Stimmungslage.

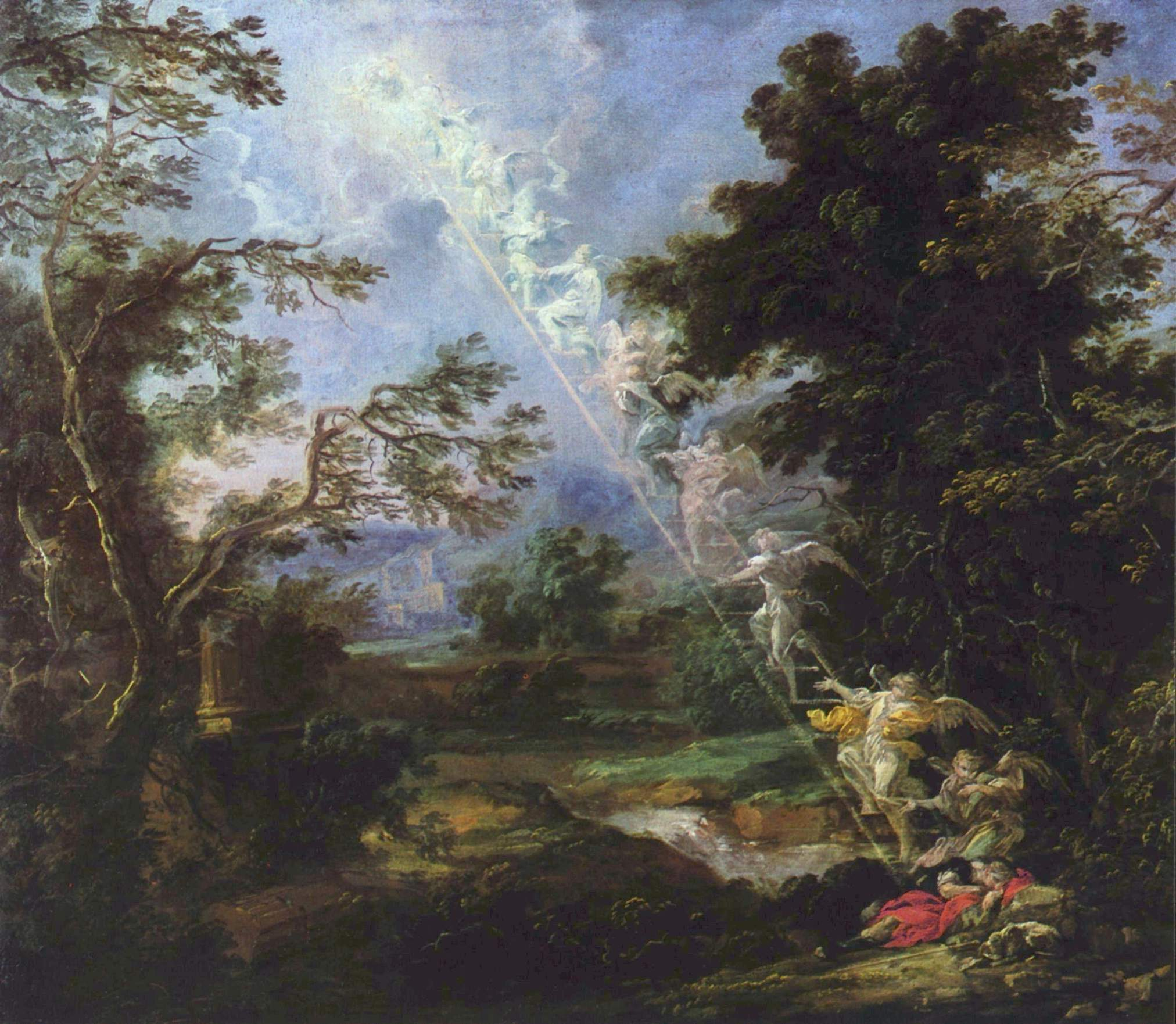
Jakobs Traum: Die Engelsleiter

### Traumzustand
Im gewöhnlichen Traumbewusstsein erlebt der Mensch die verschiedensten Szenarien, die aber während des Traums kaum oder gar nicht reflektiert werden. Die Erlebnisse werden hauptsächlich bildlich erfahren. „Traumhandlungen“ können scheinbar aktiv ausgeführt werden. Die Bandbreite an Gefühlen und Gemütszuständen ist sehr groß.
Verschiedene Schulen der Psychologie, wie beispielsweise die Tiefenpsychologie, weisen der Bearbeitung erinnerter Träume eine große Rolle für die psychische Gesundheit zu (vgl. Traumdeutung).

#### Klartraum
Eine Person kann im Traum ein reflexives Bewusstsein von der Traumsituation besitzen. Aristoteles beispielsweise beschreibt eine solche Situation als häufig:

„oft nämlich sagt einem, wenn man schläft, etwas in seinem Bewusstsein: Was dir da erscheint, ist nur ein Traum“

Léon d’Hervey de Saint-Denys publizierte 1867 anonym das Buch Les Rêves et les moyens de les diriger, das Techniken vorschlägt, in einer solchen Situation bewussten Träumens Kontrolle über den Verlauf des Traums auszuüben. Frederik van Eeden prägte 1913 in einem psychologischen Fachbeitrag für diese Situation des reflexiv bewussten Träumens und gegebenenfalls der aktiv-bewussten Verlaufssteuerung den Ausdruck „luzides Träumen“. Grundlegende Forschungsarbeiten erfolgten in den 1980er Jahren durch den deutschen Psychologen Paul Tholey. Inzwischen wird die internationale Klartraumforschung besonders unter psychiatrischen und sportwissenschaftlichen Zielsetzungen betrieben.
In einigen Yoga-Schulen werden entsprechende Techniken kultiviert („Traumyoga“). Buddhistische Traditionen sehen darin die Möglichkeit, sich des illusionären Charakters der Wahrnehmung insgesamt bewusst zu werden. Demnach soll es möglich sein, im wachbewussten Zustand ebenso zum „wahren“ Selbstbewusstsein zu „erwachen“ wie im Traum zum Klartraum.

### Koma
Das tiefe Koma wird als das Gegenteil vom Wachbewusstsein angesehen. Wahrnehmung und Handlungsfähigkeit sind offenbar zum Erliegen gekommen. Es existiert kein Selbstbewusstsein, welches den Zustand reflektieren könnte. Im so genannten Wachkoma (apallisches Syndrom) sind Patienten scheinbar wach, reagieren aber nicht auf die Umwelt. In allen komatösen Zuständen kann eine elektrische Aktivität des Gehirns gemessen werden, während diese unter anderem beim Hirntod fehlt.

### Trance
Trance bezeichnet einen (wach-)schlafähnlichen oder einen höchst konzentrierten Bewusstseinszustand, bei dem eine Person sich intensiv mit einer Thematik beschäftigt. Untertypen sind Ekstase, hypnotische Trance, Halluzinationen und Traumatische Trance.